# Chrysler Town & Country
Chrysler Town & Country — минивэн, производимый отделением Chrysler американской компании Chrysler с 1989 года. Town & Country насчитывает пять поколений, версии которых выпускались как с длинной так и с короткой колёсной базой, хотя в настоящее время модель имеет только длинную базу. В 1994 году вышло юбилейное издание 10 Year Anniversary Edition, а в 2004 году — Platinum Series. В 2008 году подразделения Chrysler и Dodge отпраздновали 25 лет производства минивэнов, достигнув более чем 12 миллионов продаж, и представили новые версии Chrysler Town & Country и Dodge Grand Caravan.
Общий объём салона составил 5663 литра, а объём багажного отделения со сложенными сиденьями второго и третьего ряда – 3978 литров.
Рестайлинг пятого поколения Town & Country дебютировал в конце 2010 года как модель 2011. В мае 2012 года генеральный директор Fiat-Chrysler Серджио Маркионне заявил, что компания намерена прекратить выпуск минивэна Town & Country, заменив его люксовым кроссовером. Однако, позднее стало известно, что минивэн следующего поколения будет запущен на рынок в 2016 модельном году. На смену Town & Country в 2016 году пришла модель Pacifica.